# Nizjegorodskaja (metrostation)
Nizjegorodskaja (Russisch: Нижегородская) is een station van de Moskouse metro. Het station is ontworpen als overstapstation tussen de Grote Ringlijn en de Nekrasovskaja-lijn. Het station is genoemd naar de wijk ten westen van het station. De Nekrasovskaja-lijn doet sinds 27 maart 2020 Nizjegorodskaja aan, het deel van de Grote Ringlijn tussen Nizjegorodskaja en Kasjirskaja volgt in 2023. Zodra de Grote Ringlijn geopend wordt kan, als zevende Moskouse metrostation, tussen de lijnen worden overgestapt op hetzelfde perron. Zolang de Grote Ringlijn niet voltooid is, zal een doorgaande dienst worden onderhouden tussen de stations van de Grote Ringlijn ten noorden van Nizjegorodskaja en de stations van de Nekrasovskaja-lijn. Na de voltooiing van de Grote ring zal Nizjegorodskaja als noordelijk eindpunt van de Nekrasovskaja-lijn fungeren, al zijn voor de toekomst voorbereidingen getroffen voor een verlenging in westelijke richting.

## Aanleg
Het station werd aanbesteed als Nizjegorodskaja Oelitsa en in 2013 begon het ontwerpen van het station. De voorbereiding van de bouw begon in 2014 bij het winkelcentrum aan de Rjazanski prospect. Het bouwterrein werd omheind en er werd een bord geplaatst met de openingsdatum in 2016. Het ontwerp van het station werd toevertrouwd aan het Spaanse bedrijf Bustren. Wegens vertraging bij het ontwerp en het voorstel van Bustren voor een, in Moskou ongebruikelijke, dubbelsporige tunnel werd de opening van de lijn en daarmee ook van het station uitgesteld tot 2018. 
In augustus 2017 werd begonnen met het aanbrengen van de damwanden rond het station dat als openbouwputtunnel is gebouwd. In september 2018 bereikten de tunnelboormachines uit het noorden de bouwput. Op 10 januari 2019 volgde de verbindingstunnel tussen het station en het nieuw te bouwen depot voor de ringlijn.

## Galerij

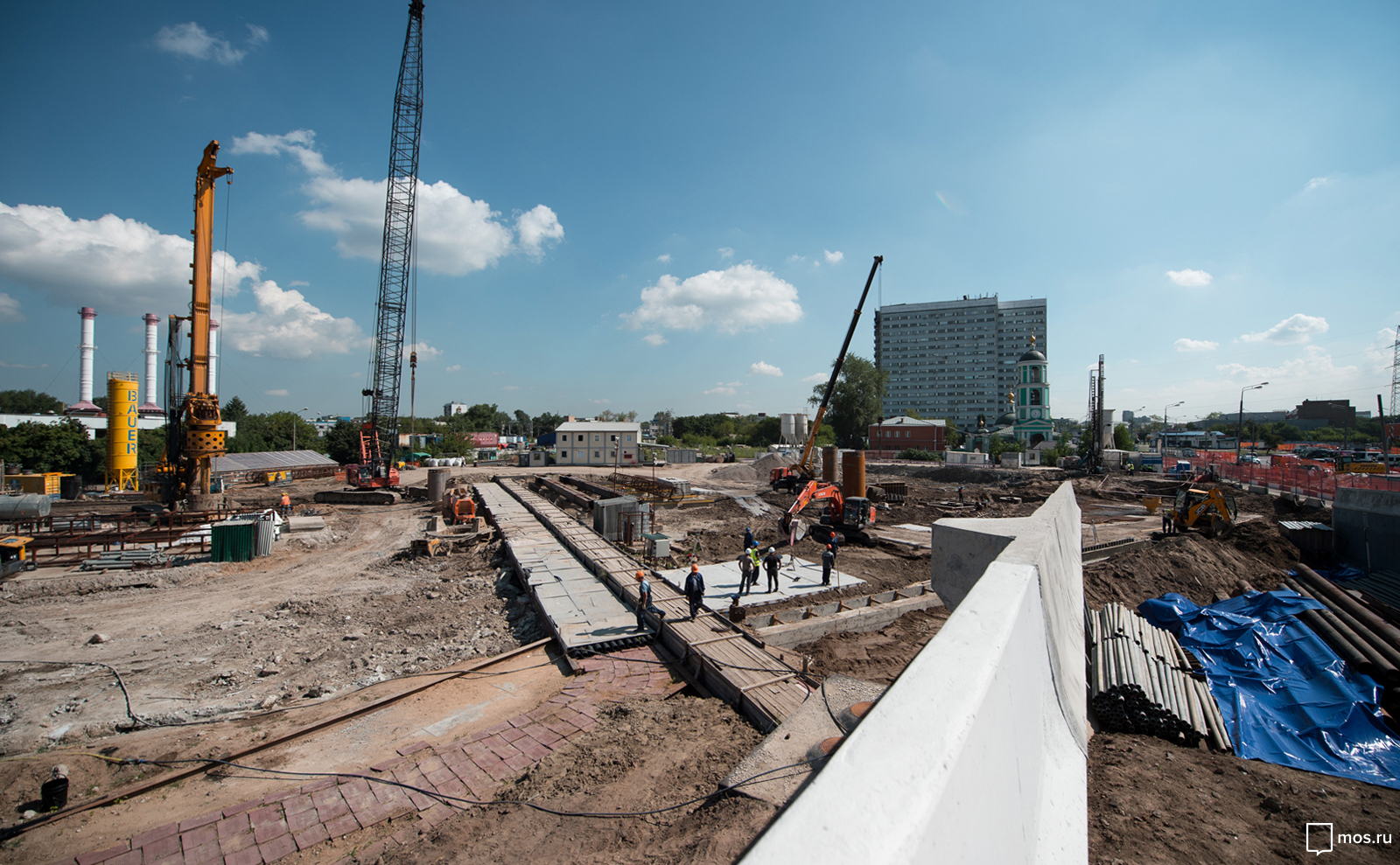
Het bouwterrein in augustus 2016 gezien vanaf de centrale ringlijn in oostelijke richting
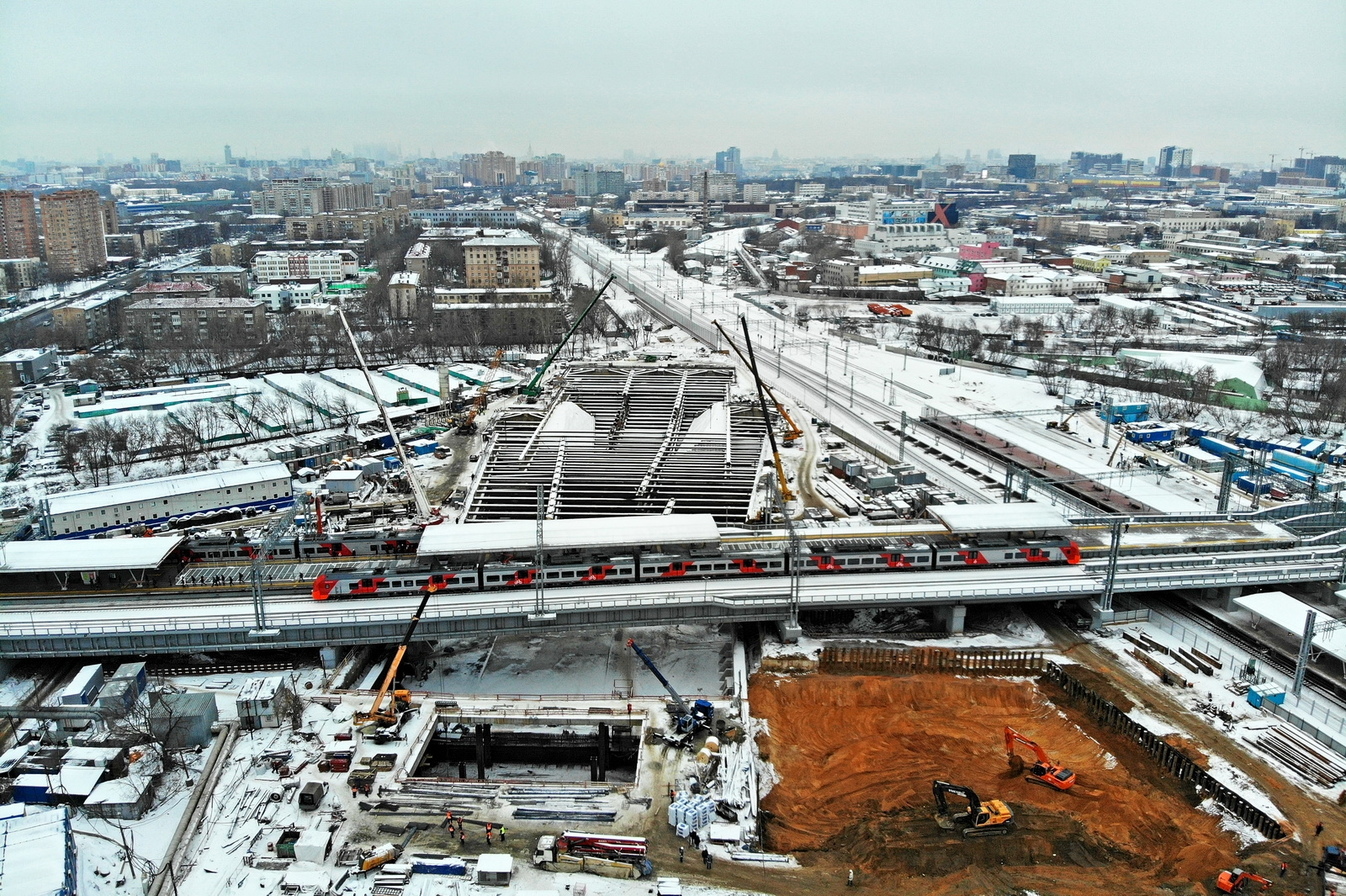
De bouwplaats in december 2018 gezien uit het oosten.

## Ligging en inrichting
Het station ligt bij de kruising van de Kleine ringspoorlijn van Moskou en de spoorlijn naar Nizjni Novgorod. Het gelijknamige station aan de kleine ringspoorlijn is op 2 september 2016 geopend en ligt op een viaduct boven het station. De halte Karagarovo aan de spoorlijn naar Nizjni Novgorod werd naar het westen verplaatst zodat een knooppunt tussen de metro en de stadsgewestelijke stations ontstond. Het metrostation krijgt twee verdeelhallen, de zuidoostelijke is verbonden met een voetgangerstunnel onder de Rjazanski Prospekt, de noordwestelijke biedt een verbinding met het station van de ringspoorlijn en de nieuwe locatie van Karagarovo aan de noordkant van het terrein.  
Het ontwerp van het ondergrondse deel is geïnspireerd op LEGO Het station heeft veel gekleurde elementen met strakke vormen. De verschillende elementen zijn gemaakt van metaal, keramiek , porselein en steen in de kleuren geel, oranje, groenen blauw. De verschillende kleuren verdelen het station in zones zodat de reizigers makkelijk de weg kunnen vinden. Het plafond is afgewerkt met aluminium panelen en op de wanden en kroonlijsten zijn diverse afbeeldingen aangebracht. De verlichting van het station komt tot stand met zowel directe als indirecte verlichting. De muren van de gangen, verdeelhallen en perrons zijn van keramisch graniet en natuursteen. De vloeren worden bedekt met gepolijst gemalen graniet in de kleuren grijs en bruin.

## Indeling
Het station is een ondiep gelegen zuilenstation met vijf overspanningen. De middelste twee sporen zijn bedoeld voor de Nekrasovskaja-lijn, de buitenste twee sporen voor de Grote Ringlijn. Hiermee wordt dezelfde indeling gebruikt als bij het station Moskovskaja in Nizjni Novgorod en is een overstap op hetzelfde perron mogelijk tussen de twee lijnen. Aan de westkant van de perrons bevinden zich wisselstraten zodat vanaf de buitenste sporen de tunnels naar het depot en de tunnels naar Aviamotornaja bereikt kunnen worden. Vanaf de middelste sporen kunnen eveneens de tunnel naar Aviamotornaja worden bereikt via overloopwissels. De sporen in het verlengde van de middelste sporen lopen westelijk van de wisselstraat voorlopig dood, terwijl zich tussen die sporen een keerspoor bevindt waar de treinen uit de richting Nekrasovka kunnen keren. 
Aan de oostkant duikt de Nekrasovskaja-lijn onder de tunnel uit Tekstilsjtsjiki door om de middelste sporen te bereiken.

## Toekomst
Voor de toekomst wordt o.a. rekening gehouden met de aanleg van een radiaal richting Balasjicha. Afhankelijk van de gekozen route, via Goljanovo of Perovo zal deze lijn Balasjicha van uit het noorden of het zuiden bereiken. Om de aanleg hiervan te vergemakkelijken zijn al reserveringen gebouwd rond Nizjegorodskaja.